# Noisette (álbum de Soft Machine)
Noisette es un álbum en directo de la banda inglesa de jazz fusion Soft Machine, editado en 2000.
Parte del concierto se incluye en el tema «Facelift» (Third, 1970). Además el álbum se destaca por incluir a Lyn Dobson en la formación, y por la pieza inédita de Hugh Hopper «12/8 Theme».

## Lista de canciones
1. «Eamonn Andrews»
2. «Mousetrap»
3. «Noisette»
4. «Backwards»
5. «Mousetrap (reprise)»
6. «Hibou, Anemone and Bear»
7. «Moon In June»
8. «12/8 Theme»
9. «Esther's Nose Job»
10. «We Did it Again»

## Personal
- Mike Ratledge – piano eléctrico, órgano
- Elton Dean – saxofón alto, saxello
- Hugh Hopper – bajo
- Robert Wyatt – batería, voz

Adicional
- Lyn Dobson – saxofón soprano, flauta